# Arteria iliolumbar
La arteria iliolumbar es una arteria que se origina como rama intrapélvica parietal de la arteria ilíaca interna.

## Ramas
Presenta dos ramas terminales:
- Rama ascendente o lumbar para los músculos psoas y cuadrado de los lomos.
- Rama transversal o ilíaca, que se divide a su vez en:

- Ramo superficial.
- Ramo profundo.

## Distribución
Se distribuye hacia los músculos y huesos de la pelvis y el sacro.